# Negosavlje
Negosavlje (cyr. Негосавље) – wieś w Serbii, w okręgu jablanickim, w gminie Medveđa. W 2011 roku liczyła 413 mieszkańców.